# Chris Bruno
Christopher Malcolm (Chris) Bruno (New Haven (Connecticut), 15 maart 1966) is een Amerikaans acteur, filmproducent en filmregisseur.

## Biografie
Bruno werd geboren in New Haven (Connecticut) en groeide op in Milford (Connecticut). Hij is een jongere broer van acteur Dylan. Tijdens zijn Collegetijd in Vermont was hij actief in het theater als skiën, na een ernstige blessure moest hij het skiën opgeven en richtte zich op het acteren. Hij stapte over naar de Stony Brookuniversiteit in New York waar hij afstudeerde in theaterwetenschap. Tijdens zijn verblijf op de universiteit was hij ook de pitcher van het honkbalteam aldaar. Naast het spreken van Engels spreekt hij ook vloeiend Frans.
Bruno begon in 1991 met acteren in de televisieserie Another World, waarna hij nog meerdere rollen speelde in televisieseries en films. Hij is vooral bekend van zijn rol als sheriff Walt Bannerman in de televisieserie The Dead Zone waar hij in 69 afleveringen speelde (2002-2007).

## Filmografie

### Films
Uitgezonderd korte films.
- 2024 - Road to Terzetto - als Tony
- 2024 - Jade - als Rodriguez
- 2024 - Continental Split - als Alan Weddle
- 2022 - I Am DB Cooper - als William Scott
- 2020 - The Way Back - als Sal
- 2017 - 5 Headed Shark Attack - als Red
- 2016 - A Remarkable Life - als Lenny
- 2014 - Socority Surrogate – als Charlie Harding
- 2011 - Jack the Reaper – als ambulancemedewerker Vasquez
- 2009 - Truth Never Lies – als Fred
- 2009 - Prison Break: The Final Break – als agent Todd Wheatley
- 2009 - The Cell 2 – als Harris
- 2008 - Dead and Gone – als Constable
- 2007 - Last of the Romantics – als Parker Graves
- 2005 - The World's Fastest Indian – als Bob
- 2002 - The Dead Zone – als sheriff Walt Bannerman
- 1999 - My Girlfriend's Boyfriend – als Cliff
- 1999 - The Force – als Chicky

### Televisieseries
Uitgezonderd eenmalige gastrollen.
- 2021 - Mare of Easttown (tv-miniserie) - als Tony Del Rasso - 3 afl.
- 2015-2017 - A Cannibal's Handshake - als Nico Masaniello - 7 afl.
- 2014-2016 - The Fosters – als Adam Stevens – 9 afl.
- 2014-2015 - Awkward – als Danny – 5 afl.
- 2013 - Family Tools – als Dave – 2 afl.
- 2009 - Prison Break – als agent Todd Wheatley – 2 afl.
- 2007-2009 - Numb3rs – als Tim King – 2 afl.
- 2002-2007 - The Dead Zone – als sheriff Walt Bannerman – 69 afl.
- 1999 - Oh, grow Up – als bezorger – 2 afl.
- 1995-1997 - All My Children – als Michael Delaney – 16 afl.
- 1991-1998 - Another World – als Dennis Carrington Wheeler - ? afl.

### Filmproducent
- 2018 - Do Not Go Gentle - televisieserie
- 2016 - A Remarkable Life - film
- 2011 - The Icarus II Project – televisieserie – 3 afl.
- 2009 - Faded Glory – documentaire
- 2008 - No Game – film
- 2007 - Lat of the Romantics – film

### Filmregisseur
- 2018 - My Two Left Feet - korte film
- 2018 - Hide and Seek - korte film
- 2018 - Wrestle Club - korte film
- 2014 - Surface Tension - korte film
- 2011 - The Icarus II Project – televisieserie – 3 afl.
- 2008 - No Game – film
- 2006 - The Dead Zone – televisieserie – 1 afl.

- Bibliothèque nationale de France: cb151037042 (data)
- International Standard Name Identifier: 0000 0000 6313 4031
- Library of Congress Control Number: n2013030154
- Nationale Bibliotheek van Tsjechië: xx0316010
- Virtual International Authority File: 32292141
- WorldCat: E39PBJdmj6DY9yKm9CXw9746rq